# 日本航空MD11機乱高下事故
日本航空MD11機乱高下事故（にほんこうくうMD11きらんこうげじこ）とは、1997年6月8日に発生した航空事故である。機体が突如乱高下したことで搭乗員が負傷した。また別名を日本航空706便事故ともいう。
この事件は運輸省が航空事故であると指定したほか、負傷した客室乗務員1名が事故の受傷により、その後死亡した。事故機の機長が業務上過失致死で起訴されたが、2007年に無罪が確定した。

## 事故の概要
1997年6月8日、香港の啓徳発名古屋行きとして運航されていた、日本航空706便MD-11（機体記号JA8580、愛称「エトピリカ」・日本航空におけるMD-11の1号機、乗員11名、乗客169名、合計180名）は、午後7時34分頃、三重県志摩半島上空高度約17,000フィートを着陸のため自動操縦により降下していたが、対気速度が設定値を超えて増加した。操縦乗員はこの速度を抑えるために自動操縦装置の縦速度（バーチカルスピード）設定ホイールにより降下率を減じる操作（これにより機首上げとなり速度が下がる）を行った。しかし期待した減速が得られなかったため、スピードブレーキを展開した。このスピードブレーキ展開直後の午後7時48分頃に突然急激な機首上げが発生した後に、自動操縦が外れ機体が上下に大きく揺れた。
この乱高下によってシートベルトを着用していなかった乗員乗客などが天井などに叩き付けられて負傷し、客室乗務員1名と乗客3名が重傷を負い、乗員4名、乗客4名が軽傷を負った（事故調査報告書での記録。後の裁判や報道では負傷者14名となっている）。706便は予定より15分遅れの午後8時15分に名古屋空港に着陸した。重傷者のうちの女性客室乗務員は脊髄損傷、脳挫傷などの重体であり、重体から回復することなく1年8ヶ月後の1999年2月16日に34歳で死亡した（報告書では国際民間航空条約に従い30日以内の死亡を計上するため反映されていない）。

## 事故原因
1999年12月17日に公表された、運輸省航空事故調査委員会（当時）の報告書によれば、機長の一連の操縦操作が乱高下事故を誘発したと推定した。
降下中に機長が行った一連の操縦操作が事故機の自動操縦装置の許容量を超えたものであったため、自動操縦装置が解除された。そのため事故機は機長の機首上げの操縦に抑制的に働いてきたが、解除されたことで急激なピッチアップが生じ、その後のピッチの安定を図るための機首上げ、下げの操縦操作とMD-11の縦安定特性の相互関係が、ピッチの変動を持続したため乱高下した。このように機長が操縦した原因について、機長はボーイング747クラシックからMD-11へ機種移行したが、在来型に比べハイテク化されたMD-11の飛行特性を充分に認識していなかったためとされた。また負傷者のうちシートベルトを事故時に着用していたのは軽傷者の1名であり、他の負傷者全員が未着用であったことから、シートベルトの未着用が負傷者が出た原因と指摘している。
事故機MD-11の自動操縦装置は、乗客の快適性のために動作が緩慢であった。そのうえ巡航中に主翼内の燃料の一部を水平尾翼に移して重心を後部に移動させて燃費を向上させており、降下に転じると、操縦の安定性を増すために燃料を主翼に戻し重心を元に戻すシステムを採用していた。そのため、巡航中に不意に自動操縦が外れた場合、操縦安定性が低く危険な状況を招きやすいとの指摘があった。また1996年までに今回と同様の事故が5 回以上も発生しており、メーカーのマクドネル・ダグラス（現ボーイング）から運航と整備に関する改善情報 (SB) が出されていたにもかかわらず、日本航空は本格的な対策をしていなかった。
一方で機長組合側の反論 では、機長の操作で自動操縦が解除されたのではなく、それ以外の要因が原因であると指摘している。それによれば、自動操縦装置の強制解除については、MD-11では自動操縦装置をオーバーライドにより解除するためには、操縦桿に約50ポンド (22 kg) 以上の負荷を少なくとも1秒かけなければならず、CWS（操縦桿にかかっている負荷のデータ）に記録されているデータを見ると、明らかに負荷をかけて解除に至るまでのタイミングが異なっていた。また、解除前に起こった速度の増加を抑えるため、機長は片手で操縦桿を、もう一方の手でスピードブレーキを握っていただろうと考えられ、片手で22 kg以上の負荷を1秒以上かけるというのは困難で、機長の操縦により自動操縦装置が解除されたとはいいがたく、また、たとえ機長が無理やり操縦桿を引いたとしても、MD-11にはピッチレートダンパーと呼ばれる垂直方向安定化装置が備わっているため、急激な機首上げには至らないとしている。
自動操縦を無理に解除するときに働くACO (Automatic Cut Off) がそのときは働いていなかったとしている。さらに、解除後の上下動も計器の記録を分析すると、約3秒の周期で規則的に上下しており、コックピットでは7メートルの高さを1.5秒で行き来するエレベーターに乗るのと同じで、1.5秒間にわたり2.5 Gがかかった後、一気に1.5秒間にわたり -0.5 Gの力がかかり、また2.5 Gがかかるという状態が5回以上続いたとされる。たとえベテランのパイロットでも到底このような周期的な上下動をしかも急激なGの変動の中で操縦するのは不可能であり、機長本人も「まるでロデオのように振り回されるような感じで何がおこったのか認識できなかった」と述べている。
当時紀伊半島上空では冷たい空気と暖かい空気の境界で乱気流が発生していた可能性があり、降下中の機体がそこに差し掛かると、急激な気温、気圧、速度、風向、風速、姿勢の変化が起こり、それらの情報をもとに各尾翼に指令を出して自動操縦をつかさどるFCC (Flight Controll Computer) に短時間に多様な変化の情報が入ってくるため、FCCに過大な負荷がかかり、自動操縦装置が一時的に解除され、安定した飛行状態を維持できなくなり、急激な機首上げが起こった可能性が高いとしている。実際に事故機はその後も同じような情況で乱高下する現象を2度おこしたという。航空事故調査委員会が実際にフライトシミュレーターによる実験を行った結果、今回のような機長のオーバーライドによる自動操縦装置の解除及び急激な機首上げは起こらなかったと報告していることから、この仮説のほうが信憑性が高いと思われる。
また、事故機となったMD-11だが、いわゆる第四世代ジェット旅客機（アドテク機）の中で最も事故発生率が高かったとの指摘もあった。同時期に就航した（400機以上生産された）ボーイング777とエアバスA340は、運航中の全損事故はいずれも1-2件のみである（前者が2008年のブリティッシュ・エアウェイズ38便事故、2013年のアシアナ航空214便着陸失敗事故、後者が2005年のエールフランス358便事故）が、MD-11は総生産数200機に対し2010年までに全損事故が8件発生しており、相対的に信頼性が低かったと言える。

## 刑事裁判
2002年5月14日、名古屋地方検察庁は機長を業務上過失致死傷罪で名古屋地方裁判所に在宅起訴した。起訴状では「機長が解除ボタンを押して自動操縦を解除した後、手動操縦で減速すべきところ、無理な力を加えて操縦したため不意に自動操縦装置が解除され、機体を上下させた。事故は予見可能で、回避できたにもかかわらず、その注意義務を怠った過失がある」としていた。この起訴状の内容について、日本航空広報部、機長、日本乗員組合連絡会議はそれぞれ起訴状のような責任を否定するコメントを出した。
裁判では国土交通省航空・鉄道事故調査委員会の委員が証人尋問され、本件事故調査報告書の証拠採用を決定した。1974年の事故調査委員会発足以来、事故調査委員会委員が証人採用されたことも、事故調査報告書が証拠採用されたことも初めてであった。国際民間航空条約は、事故調査の目的は将来の事故防止であり、刑事罪や事故責任を課するためではないと規定している。これは、刑事責任の追及が伴えば、事故原因の重大な情報を知る者が自己保身のために証拠を隠滅してしまい、正しい事故原因の調査ができなくなり、将来の航空安全の確立に悪影響を与える可能性があるためである。そのため、航空関係者の間には裁判所の証拠採用に対して、事故調査と刑事手続きを分離するとした国際慣習法に反するとする批判的な声も多い。
2004年7月30日、名古屋地裁（石山容示裁判長）は「乱高下は機長の操縦が一因だが、人身事故につながるとまで予見することはできなかった」として被告人に無罪（求刑：禁錮1年6月）を言い渡した。判決では「機長が操縦桿を強く引いたため、自動操縦装置がコンピューターによって解除され、その過程で大きな機首上げが起きて乱高下につながった」と認定した。一方で「操縦によって機首の上下動が発生する事故は予見不可能であり、機長に回避義務や注意義務の違反もなく刑事過失は問えない」として、罪に問えないとした。名古屋地検は「判決が機長の行為は機首上げを増大させたにすぎないなどとした点は、旧運輸省航空事故調査委員会の報告書とも整合せず、重大な事実誤認だ」などとして控訴した。
2007年1月9日、名古屋高裁（門野博裁判長）は一審判決を支持しつつも「意図的な自動操縦の解除はなかった」として一審の「自動操縦の解除が事故につながった」との見解を否定。「旅客機は何らかの原因で機首上げを行っていた可能性が高く、自動操縦が解除されたことが被害者の死傷につながったとは認められず、犯罪の証明がない」として、機長の操縦が事故を招いたとはいえないと認定し検察側の控訴を棄却。再びの無罪判決となった。検察側が最高裁への上告を断念し、706便機長の刑事責任が存在しないことが確定した。
2007年8月3日、無罪が確定した機長は、「操縦ミスが一因とした事故調査報告書の事実認定を否定する司法判断が確定した」として、国土交通省航空・鉄道事故調査委員会に再調査を求める質問状を提出した。

## その後の経過
日本航空のMD-11であるが、機体の不具合が多かった上に三発機という経済的不利に加え、本事故の悪評が影響した為か、DC-10の後継機として導入されたにもかかわらず、DC-10退役の前年の2004年に全機が退役しアメリカ合衆国の航空貨物会社 (UPS) に売却された。そのため、日本航空は減価償却前に放出したため経済的損失が生じたという。また事故機になった「エトピリカ」は2002年9月に退役し、貨物機に改修されN272UP機として2021年10月28日現在も現役で活躍している。
その後、日本航空を含めたMD-11を運航していた航空会社の多くがMD-11を早期に引退させ、ボーイング777やエアバスA330などの双発機に代替させたり、旅客を乗せない貨物機に改修させたため、1990年代に導入された比較的新しい機材であるにもかかわらず、現在旅客機として運行されている機体は皆無となった。
またこの事故の影響で同路線の搭乗率は低下し、その後は路線そのものが廃止となり、2023年現在JALによる名古屋-香港線の運行はキャセイパシフィック航空とのコードシェア便のみに留まっている。
この事故を最後に、日本国籍機の定期飛行中の死亡事故および日本国籍の大型機による死亡事故は、2024年1月の羽田空港地上衝突事故まで旅客・貨物共に発生していなかった。